# Pahaw
Pahaw, auch Paha, war ein Gewichtsmaß für Gold, Silber und Edelsteine (Juwelengewicht) auf Borneo.
- 1 Pahaw = 9,941 Gramm
- 4 Pahaws = 1 Tael/Tehl = 39,763 Gramm
- 1 Pahaw = 4 Mas/Mchs = 16 Copangs = 32 Busucks